# Papilio palinurus

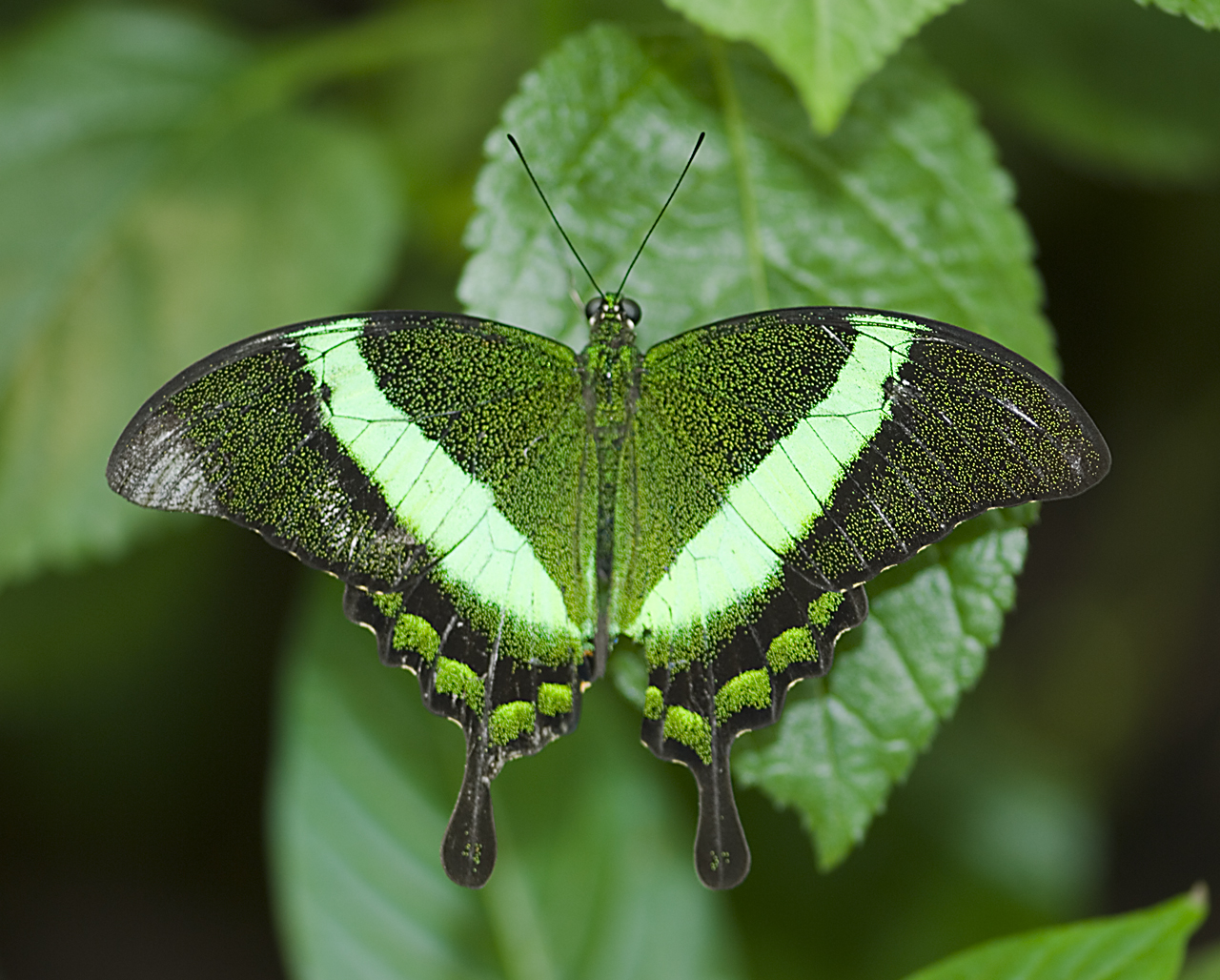
Papilio palinurus

Papilio palinurus là một loài bướm được tìm thấy chủ yếu ở châu Á. Nó cũng được gọi là Emerald Peacock hay Green-banded Peacock Swallowtail.
Có một số phụ loài (từ Myanmar, Borneo, Indonesia, Nias và Philippines).

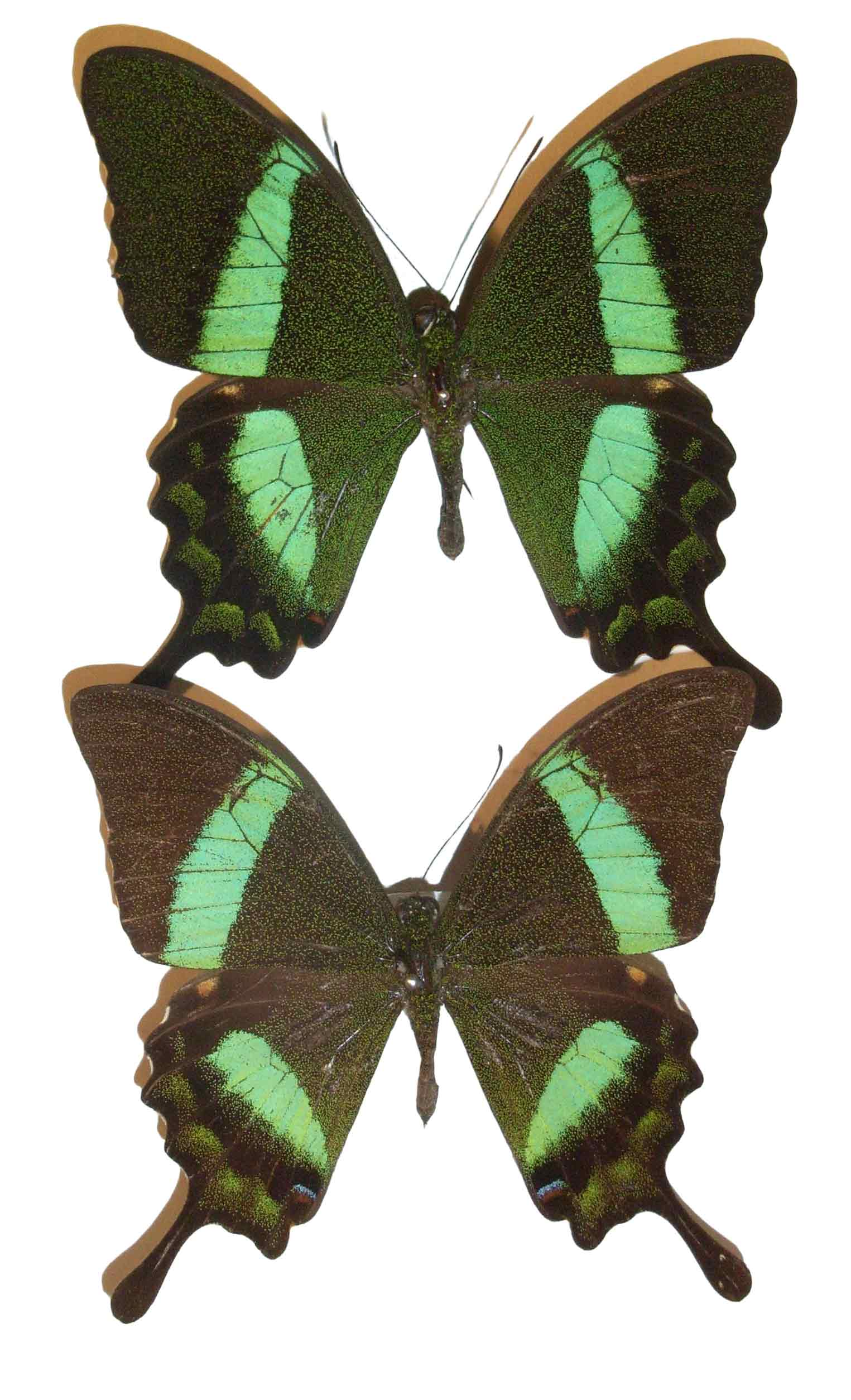
Museum specimens

Sải cánh dài khoảng 100 mm.

## Hình ảnh

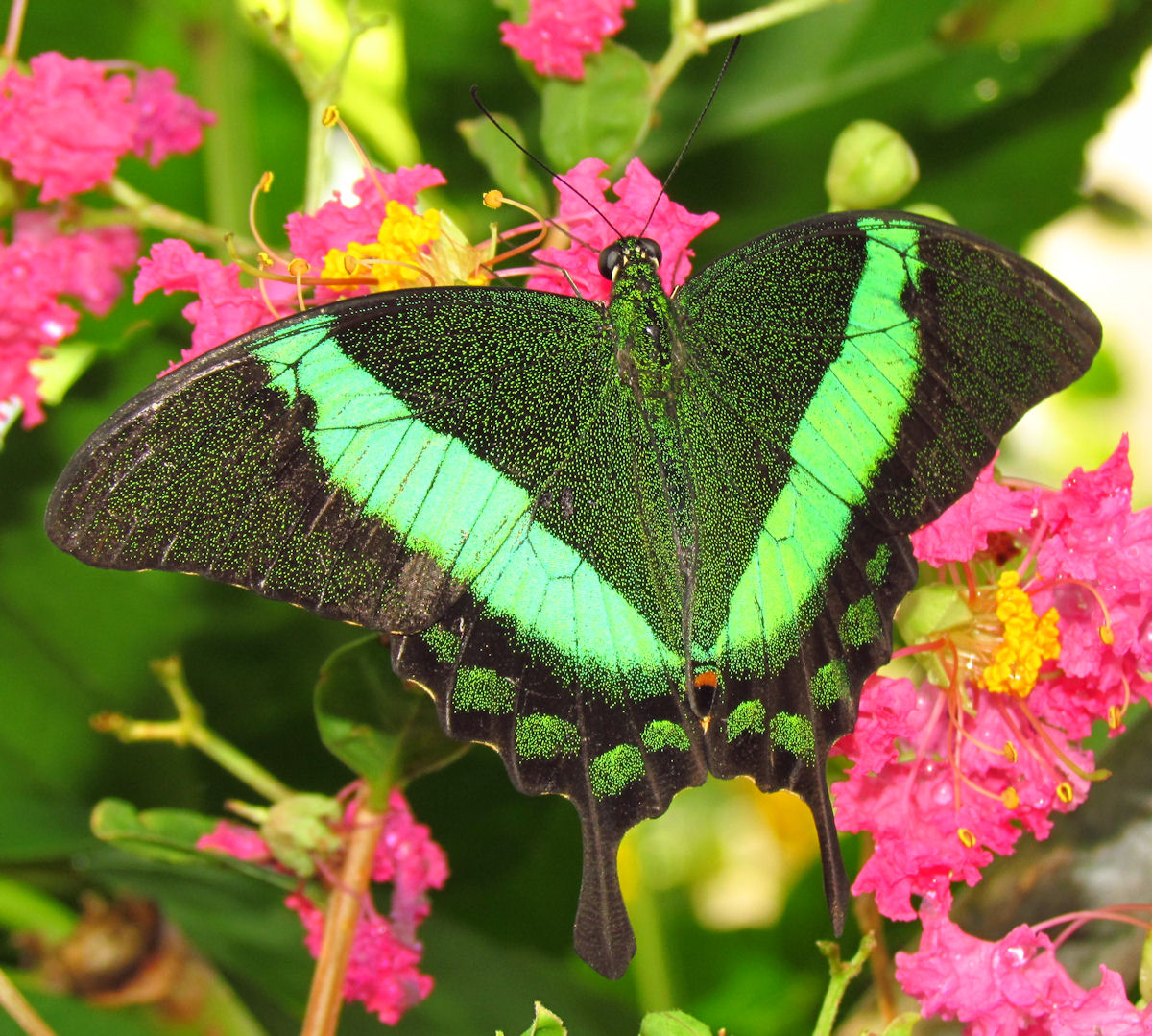
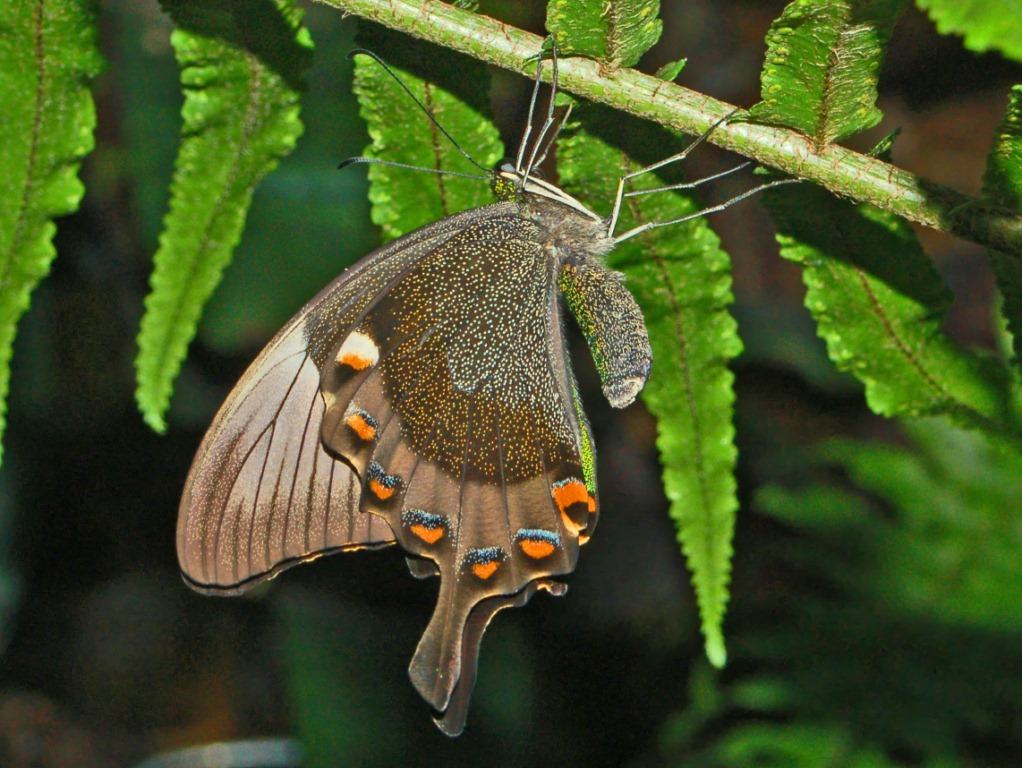
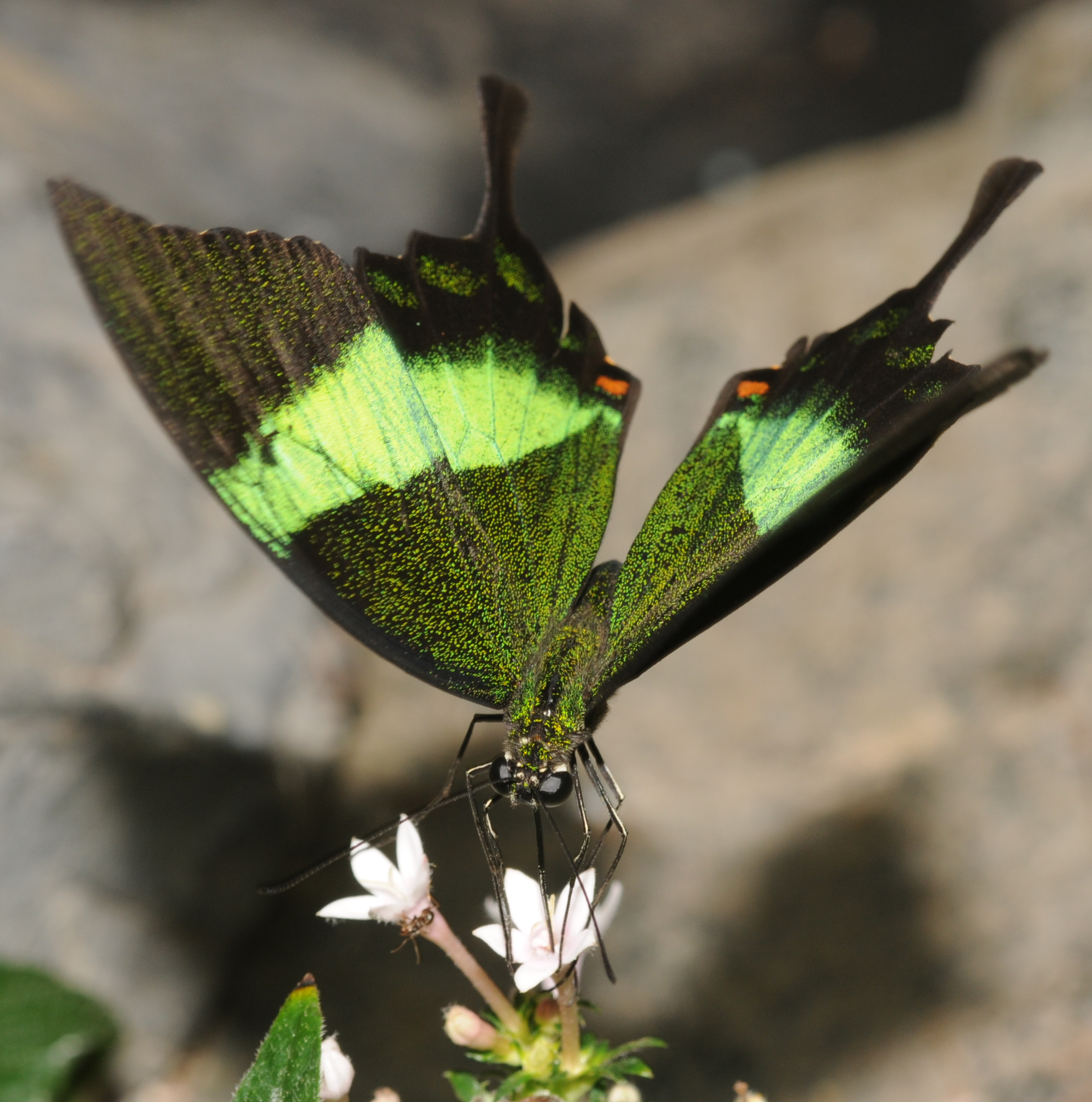
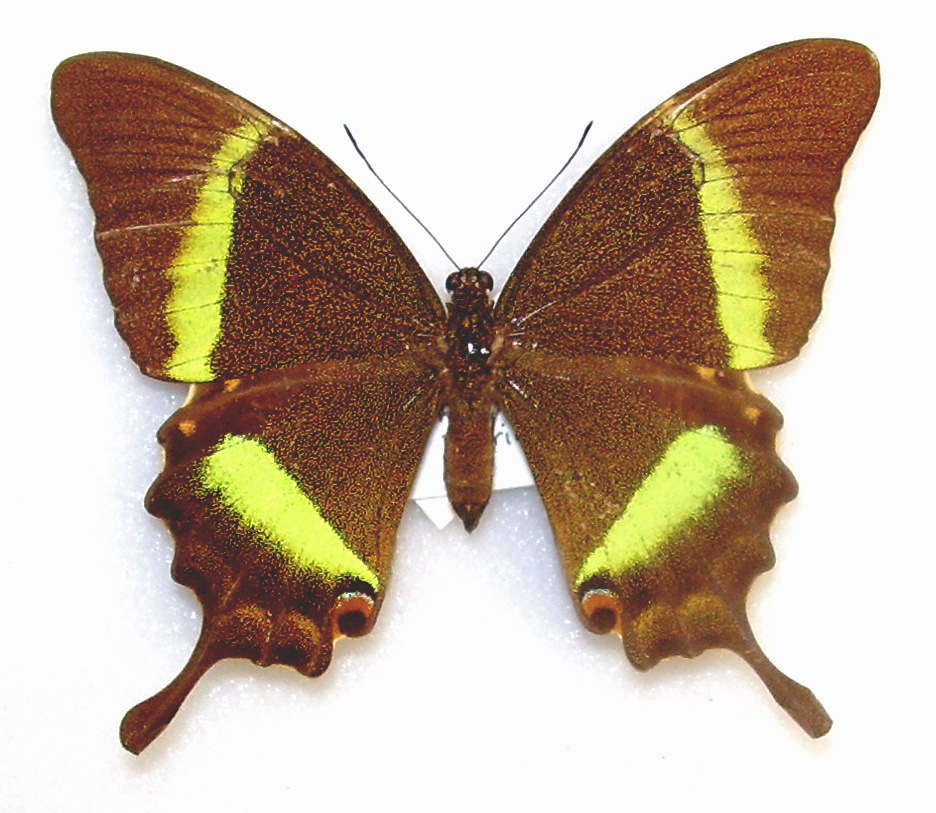
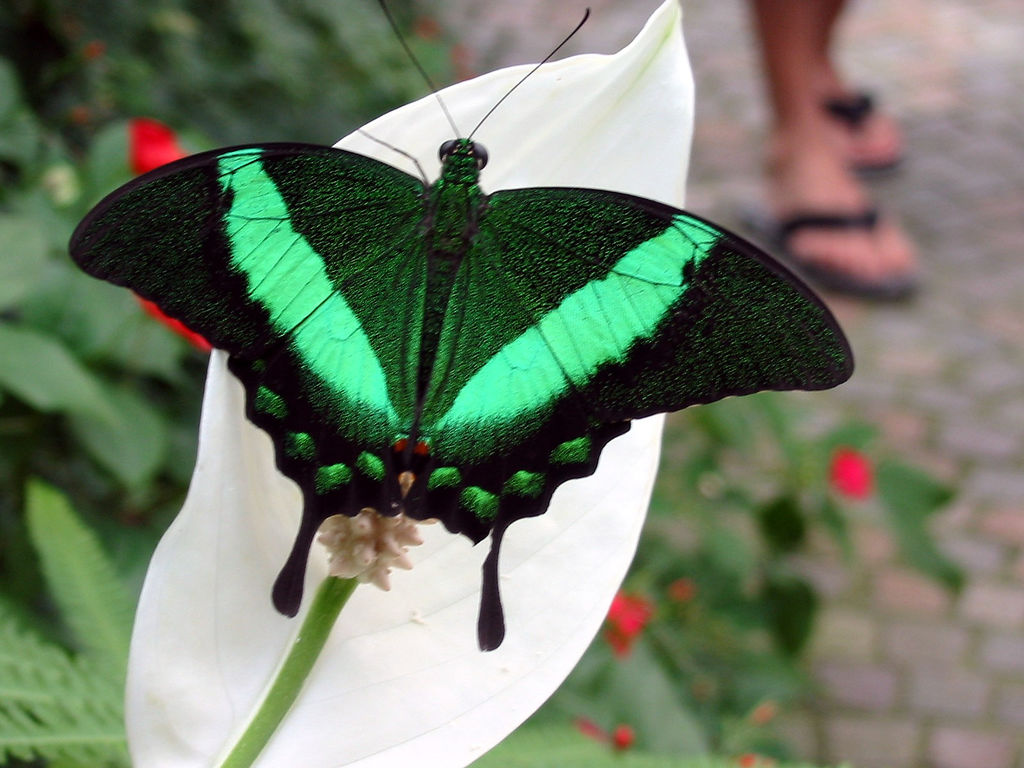